# Репьёвская волость (Коротоякский уезд)
Репьёвская волость — волость в составе Воронежской губернии, входила в состав Коротоякского и Острогожского уездов в XVIII—XX веках. Волостной центр — слобода Репьёвка.
В 1871 году в слободе Репьёвка родился Андрей Алексеевич Константинов, член губернской Коллегии защитников в Воронеже.

## История
12 февраля 1923 года Репьёвская волость была передана в Острогожский уезд.

## Состав
В 1890 году в состав волости входило 9 населённых пунктов
- Асадчева (Асадчев, Осадчев, Писаревский, Ржавский)
- Мельница Верхняя Мельница (Репьевка 2-я)
- Дракино (Дракин)
- Касьянов (Кассианов), ныне Дубинин
- Крестьянский (Крепаки)
- Нижняя Мельница
- Репьёвка (Петропавловское, Петропавловская, Петровское, Петровская Слобода) — волостной центр
- Сердюки (Сердюков, Сердюково)
- Скорицкая (Скорикский Хутор, Скорик)
- Фабрицкий (Фабрикский, Фабричный)

## Население
К 1890 году 14052 душ.